# Assedio di Tripoli
L'assedio di Tripoli, in Siria, iniziò nel 1102 e finì il 12 luglio 1109, subito dopo la prima crociata, e portò alla creazione del quarto degli Stati crociati: la contea di Tripoli.

## Scenario
Dopo la conquista di Antiochia (giugno 1098) e la distruzione di Ma'arrat al-Nu'mān (13 gennaio 1099), gli emiri siriani erano terrorizzati dall'avanzata dei crociati e si affrettarono a consegnare le loro città ai crociati.
Il 14 gennaio, Ibn Munqidh, emiro di Shayzar, inviò un'ambasciata a Raimondo di Saint-Gilles, uno dei comandanti della crociata, impegnandosi ad approvvigionare i crociati e a fornir loro cavalli e guide (14 gennaio).
La popolazione della Siria spaventata si rifugiò nei boschi vicini, verso l'interno del paese e nelle fortezze.
I contadini della ricca piana di Boukaya (l'attuale Biqā‘) si chiusero nel  Ḥisn al-Akrād, la "Fortezza dei Curdi".
Il 28 gennaio i crociati presero d'assedio la fortezza. I contadini, allora, aprirono improvvisamente le porte per lasciare sfuggire una parte delle loro greggi ed i Franchi dimenticarono il combattimento per acchiappare gli animali. I difensori, imbaldanziti dal disordine effettuarono una sortita raggiungendo la tenda di Raimondo, che sfuggì per poco alla cattura.
Approfittando della notte i contadini lasciarono la cittadella, che 40 anni più tardi diventerà il Krak dei Cavalieri.
In febbraio essa divenne il quartier generale dove i Franchi ricevevano delegazioni dalle città e villaggi vicini, che si presentavano per fare le loro offerta.
In febbraio, l'emiro di Homs, Janah al-Dawla, che aveva combattuto coraggiosamente all'assedio di Antiochia, offrì numerosi cavalli a Raimondo.
Il qadi di Tripoli, Jalal al-Mulk, della famiglia dei Banū ‘Ammār, inviò splendidi gioielli ed invitò i Franchi a mandare un'ambasciata alla sua città. Gli ambasciatori restarono meravigliati dallo splendore della città.
Lungi dal concludere un'alleanza Raimondo di Tolosa, il 14 febbraio,  mise sotto assedio Arqa, che resistette fino al 13 maggio, quando i Franchi partirono per Gerusalemme; essi non attaccarono Tripoli o qualsiasi altro possedimento dei Banū ‘Ammār.

## Raimondo torna a Tripoli

Gli Stati Crociati nel 1102, subito dopo la Prima Crociata; la Contea di Tortosa diventerà la Contea di Tripoli

L'assedio di Gerusalemme fu un successo e portò alla fondazione del Regno di Gerusalemme.
Successivamente la maggior parte dei crociati tornarono a casa, mentre un secondo movimento si sviluppò, incoraggiato dal successo della Prima Crociata, ma fu quasi totalmente annientato dai turchi Selgiuchidi in Anatolia.
Raimondo partecipò anche a questa crociata, ma tornò in Siria dopo essere stato sconfitto da Qilij Arslan I in Anatolia.
Egli aveva con sé solo trecento uomini.
Fakhr al-Mulk, nuovo qadi di Tripoli, pensò che quello era il momento giusto per liberarsi di Raimondo, chiamò Duqaq ibn Tutush di Damasco ed il governatore di Homs ed affrontò i Franchi di fronte a Tripoli.

Ma, dopo la defezione delle truppe di Damasco e di Homs, all'inizio di aprile il qadi fu sconfitto perdendo settemila uomini.
Raimondo non poté prendere la stessa Tripoli, ma conquistò Tartus, che divenne la base di tutte le successive operazioni contro Tripoli.

## L'assedio

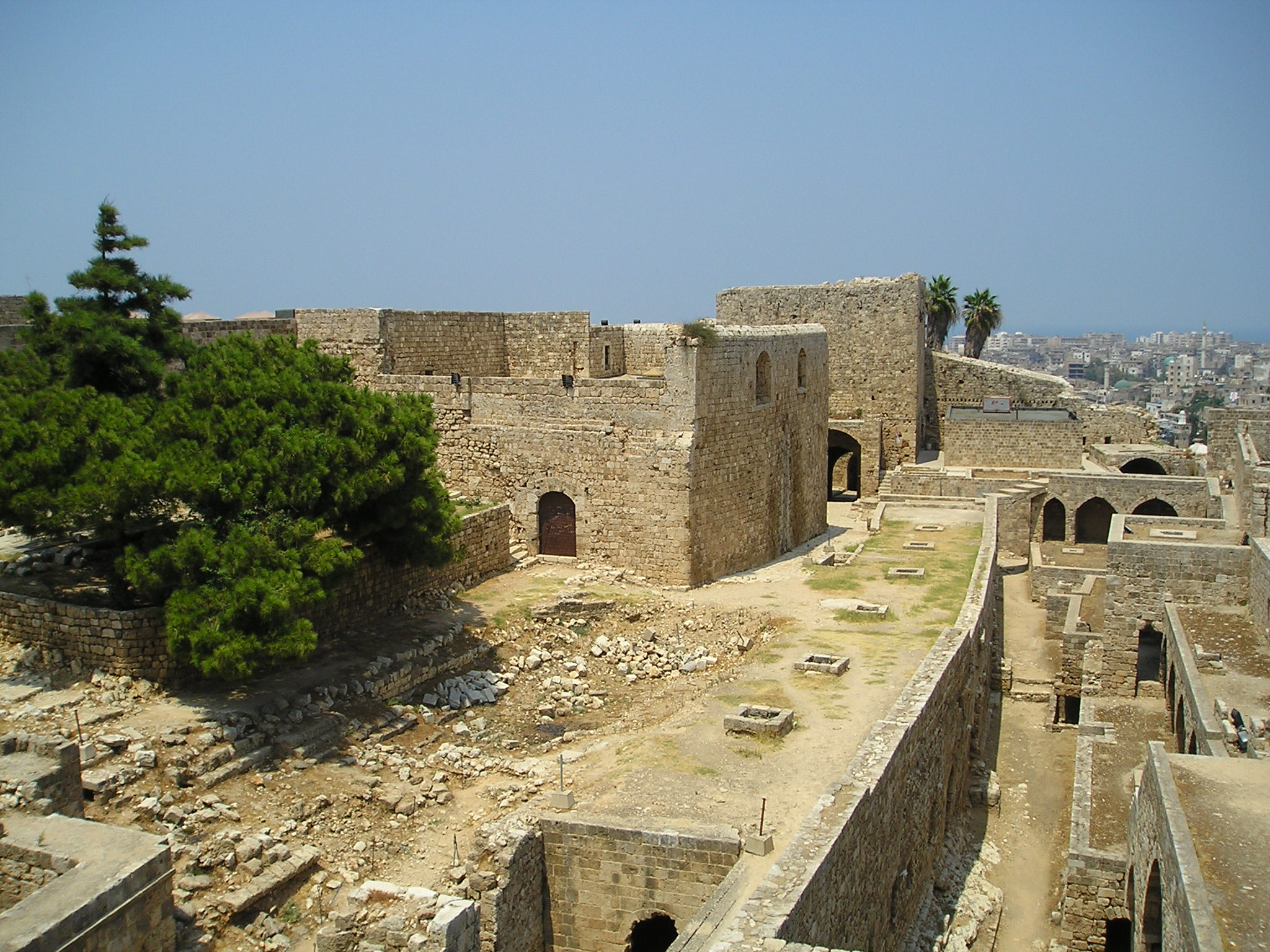
La cittadella di Raimondo di Saint-Gilles.

L'anno seguente, Raimondo, con l'aiuto di ingegneri bizantini, costruì Mons Peregrinus, "Monte Pellegrino" o "Qalaat Saint-Gilles" ("fortezza di Saint-Gilles"), allo scopo di bloccare l'accesso a Tripoli verso l'interno.
Con il genovese Ugo Embriaco, Raimondo conquistò anche Byblos.
Dopo la Battaglia di Harran nel 1104, Fakhr al-Mulk chiese aiuto a Soqmān, l'ex governatore di Gerusalemme, della dinastia degli Artuqidi; Soqmān marciò nella Siria ma fu costretto a tornare a casa.
Fakhr al-Mulk allora attaccò la cittadella detta poi "Qal‘at Saint-Gilles", nel settembre 1104, uccidendo molti dei crociati provenzali e bruciando un'ala della fortezza.
Raimondo stesso fu gravemente ferito, e morì cinque mesi dopo, nel febbraio 1105.
Egli fu rimpiazzato, come leader, da suo nipote Guglielmo Giordano, conte di Cerdagna.
Sul suo letto di morte Raimondo aveva raggiunto un accordo con il qadi: se egli avesse smesso di attaccare la fortezza i crociati avrebbero smesso di impedire a Tripoli di commerciare; il qadi accettò.
Nel 1108, divenne sempre più difficile portare cibo agli assediati per via di terra. Molti cittadini cercarono di fuggire ad Homs,  Tiro, e Damasco.
I nobili della città, che avevano tradito rivelando ai Franchi come la città veniva rifornita di cibo, furono passati per le armi nel campo dei crociati.

Fakhr al-Mulk, smise di aspettare aiuti dal Sultano selgiuchide Mehmed I ed andò a Baghdad, alla fine di marzo, con cinquecento armati e molti regali.

Egli passò per Damasco, ora governata da Toghtigin dopo la morte di Duqaq, e fu accolto a braccia aperte.
In Baghdad, il sultano lo ricevette con grandi cerimonie, ma non aveva tempo per Tripoli perché era in corso una lotta di successione a Mosul.
Fakhr al-Mulk tornò a Damasco in agosto, dove apprese che i nobili di Tripoli, stanchi di aspettare il suo ritorno, avevano consegnato la città ad al-Afdal Shahanshah, visir d'Egitto.
L'anno successivo i Franchi si radunarono in forze fuori dalle mura di Tripoli, guidati da Baldovino I di Gerusalemme, Baldovino II di Edessa, Tancredi reggente di Antiochia, Guglielmo Giordano, e dal figlio primogenito di Raimondo IV, Bertrando II di Tolosa, che era recentemente arrivato con truppe fresche Genovesi, Pisane e Provenzali.

Tripoli aspettò invano rinforzi dall'Egitto.
Un compromesso raggiunto nel corso di una disputa sotto le mura della città, con l'arbitrato di Baldovino di Gerusalemme, permise di conquistare la città: la Contea di Tripoli sarebbe stata divisa tra i due pretendenti, Guglielmo-Giordano come vassallo del Principato d'Antiochia, e Bertrando vassallo di Gerusalemme.
La città cadde il 12 luglio e fu saccheggiata dai crociati.
Centomila volumi della biblioteca Dar al-‘Ilm (Casa della Scienza) furono ritenuti "non pii" e bruciati.

La flotta egiziana arrivò otto ore troppo tardi.

La maggior parte degli abitanti fu resa schiava, gli altri furono deprivati dei loro averi ed espulsi.
Bertrando, figlio illegittimo di Raimondo IV, fece assassinare Guglielmo Giordano nel 1110 e reclamò due terzi della città per se stesso, con l'altro terzo per i Genovesi.

Così Tripoli divenne uno stato crociato; il resto della costa del Mediterraneo era già caduta in mano ai crociati o sarebbe passata a loro entro pochi anni, con la conquista di Sidone nel 1111 e Tiro nel 1124.